# Angelina Drumaux
Angelina-Marie-Eugénie Drumaux (Bouillon, 23 januari 1881 – Florenville, 1959) was een Belgisch stillevenschilderes. Zij was de dochter van Arthur Drumaux, leraar in het college van Bouillon en dichter.
Drumaux was leerlinge aan de Academie van Luik bij Adrien De Witte. Ze schilderde bloemenstillevens, tuinen, marines en landschappen in een impressionistische stijl die naar het luminisme evolueerde. Ze maakte veel gebruik van tegenlichteffecten. Vele van haar landschappen zijn in de Ardennen of Zuid-Frankrijk gesitueerd.

## Tentoonstellingen
- In 1902 had ze haar eerste individuele tentoonstelling in de Cercle Royal des Beaux-Arts in Luik.
- 1906: tentoonstelling in de Walker Art Gallery in Liverpool.
- 1913: tentoonstelling in Brussel met twee doeken Chrysantenboeket en Souvenir.
- Vanaf 1908 nam ze deel aan de Parijse Salons van de Société des Artistes Français: in 1923 met Chrysanten, Rode rozen, Bloementuil in de open lucht en Rozen en anjers; in 1926 met Veldbloemen.

## Varia
Ze ontving in 1913 de Driejaarlijkse Prijs van de Schilderkunst. Ze werd in 1949 onderscheiden in de Leopoldsorde.
Er worden nog regelmatig werken van haar aangeboden op veilingen. Het olieverfschilderij op doek Het graf van de reus werd geveild voor 350 euro in april 2004 en het grote olieverfschilderij op doek Lelie voor een raam met een paviljoen op de achtergrond voor 10.500 euro in maart 2004, telkens bij Hôtel des Ventes Horta in Brussel. Haar werk Seringen en driekleurige viooltjes in een mandje op een tafel werd in februari 1992 geveild voor 4.620 pond bij Christie's in Londen. Haar olieverf op doek Vaas met witte rozen werd geveild voor 3.300 euro bij het veilinghuis Vanderkinderen in Brussel.

## Musea en openbare verzamelingen
- Belgische Staat
- Aarlen
- Gent, Museum voor Schone Kunsten
- Luik, Musée d’Art Wallon
- Parijs, voorm. Musée du Luxembourg

- Musée national d'archéologie, d'histoire et d'art: lkl005432
- RKD-Nederlands Instituut voor Kunstgeschiedenis: 24343
- Union List of Artist Names: 500135884
- Virtual International Authority File: 145323864